# Eike Schmidt (Rechtswissenschaftler)
Eike Schmidt (* 26. November 1939 in Hannover) ist ein deutscher Rechtswissenschaftler. Er war von 1974 bis 2004 Professor an der Universität Bremen.

## Leben
Eike Schmidt studierte von 1958 bis 1962 an den Universitäten München und Freiburg im Breisgau Jura. Von 1962 bis 1966 war er Referendar in Niedersachsen und besuchte in der Zeit auch die Verwaltungshochschule Speyer. Er wurde in Freiburg 1966 mit der Dissertation Fahrlässigkeit und Rechtfertigung im bürgerlichen Recht promoviert. Von 1967 bis 1973 war er Wissenschaftlicher Assistent an der Universität Tübingen, an der er sich 1973 mit der Schrift Der Zweck des Zivilprozesses und seine Ökonomie – mit einer Analyse der Rechtsprechung des Bundesgerichtshofs zur sogenannten Prozessökonomie habilitierte. 1974 wurde er dann als Professor für Rechtstheorie, Bürgerliches Recht und Verfahrensrecht an die Bremer Universität berufen. 2004 erfolgte dann die Emeritierung von diesem Lehrstuhl. Neben seiner wissenschaftlichen Betätigung war er von 1978 bis 2001 Richter in Zivilsachen am Landgericht Bremen.
2004 erschien anlässlich seines 65. Geburtstages die von Gert  Brüggemeier herausgegebene Festschrift Liber Amicorum Eike Schmidt.

## Wirken
Er führte das von Josef Esser begründete Lehrbuch zum Allgemeinen Schuldrecht fort. Das Werk erscheint seit 1975 unter der Bezeichnung Esser/Schmidt. Eike Schmidt ist Wiederbegründer und war über lange Jahre auch Herausgeber der Fachzeitschrift Kritische Vierteljahreszeitschrift für Gesetzgebung und Rechtswissenschaft (KritV) und von 1991 bis 1998 Mitveranstalter des Graduiertenkollegs der Deutschen Forschungsgemeinschaft zum Thema Risikoregulierung und Privatrechtssystem.